# Mozaika, toulky časem a krajinou Kájovska
Mozaika, toulky časem a krajinou Kájovska je kulturně-společenská revue, která se věnuje kulturnímu a společenskému dění v Kájově a jeho okolí. Časopis vydává obec Kájov od roku 2019.   

## Obsah
Mozaika je časopis, který se svým obsahem zaměřuje na všechny obyvatele Kájovska – oblasti pod Kletí s rozmanitou přírodou a pestrou minulostí od pradávného osídlení krajiny po dějinné události 20. století, které způsobily několik vln příchodu a odchodu obyvatelstva.  Zachycuje pestré osudy lidí, historii oblasti a připomíná i přírodní zvláštnosti oblasti Kájovska.
Jedná se o nekomerční, apolitický projekt, který se věnuje nadčasovým tématům a který chce v různosti sjednocovat.

## Distribuce a archivace
Ediční komise rady obce je ve složení: Jitka Radimská (předsedkyně), Jiří Dvořáček, Marcela Paloudová a redakční rada je ve složení: Lenka Augustinová, Josef Beňo, Jiří Dvořák, Leona Hradecká.
Časopis vychází 3 × ročně, uzávěrky jednotlivých čísel jsou k 31. lednu, 31. květnu a 30. září. Každé číslo je věnováno některé z částí obce a současně vybranému nadčasovému tématu. Mozaika je neprodejná, je bezplatně doručována do schránky každé rodině. Neobsahuje žádné reklamy ani jiné komerční texty, náklady v plné výši hradí obec Kájov.

## Ocenění
- Čestné uznání (Top Rated) v kategorii Externí tištěný časopis a noviny v soutěži Zlatý středník 2022[2]
- Čestné uznání v soutěži o nejlepší zpravodaj roku 2021[3]